# 多孔甾烷
多孔甾烷（英語：Poriferastane，或24S-乙基胆甾烷，24S-ethylcholestane）是一种四环三萜物质，名字来源于多孔动物门，是一些甾体物质的母结构，如多孔甾烷醇。

5α-多孔甾烷
5β-多孔甾烷